# Óisi Josio
Óisi Josio (大石 良雄, 1659. április 24. – 1703. március 20.) a Harima tartománybeli (ma Hjógo prefektúra) Akó várának kamarása (karó) volt Japánban. Gyakran említik rangnevén Óisi Kuranoszukeként (japánul:大石内蔵助, Hepburn-átírással: Ōishi Yoshio) is. A negyvenhét rónin (japánul:四十七士, Hepburn-átírással: Shi-jū-shichi-shi) vezetőjeként vált ismertté, akik 1702-ben bosszút álltak mesterük, Aszano Naganori haláláért. A történelmi esemény Csúsingura illetve „Akó incidens” (japánul:赤穂事件, Hepburn-átírással: Akō jiken) néven terjedt el a köztudatban. A legendát ma is ismeri minden japán gyermek, hiszen feldolgozták filmekben, színházi darabokban, fametszeteken és tévésorozatok formájában.

## Életének korai szakasza
Óisi Josio a Harima tartománybeli Akó vár urának, Aszanónak volt vazallusa. Édesapja szamuráj volt, amely japánul annyit tesz „közelben szolgáló”. Apjához hasonlóan Óisit is harcosnak képezték ki. Megtanult harcolni karddal, tőrrel, íjjal és bottal. Olvasott kínai könyveket is katonai taktikákról és a Konfuciánus etikáról.
Puszta szerencsén múlott, hogy a japán történelem egyik legnagyobb tudósa, Jamaga Szoko (1622-1685) volt a tanára. Jamagát 1666-ban kitiltották 9 évre Akó várából, mert írt egy könyvet, melyben Konfuciusz eredeti tanításait eszményíti, illetve kritizálja számos tudós megállapítását. Az akkoriban hatalmon levő sógun néhány tanácsosa úgy vélte, a könyv nyílt támadás a hatalom erkölcsi tekintélyével szemben, amelyért Jamaga büntetést érdemel. Jamaga már korábban is ismert volt a busidóról, „a harcos útjáról” szóló esszéi miatt. Tanításai szerint egy szamuráj mindig legyen fizikai készenlétben, hogy ha szükség van rá, az életét is képes legyen feláldozni mestere épségéért. Azonban azt is megállapította, hogy a szamurájok –annak ellenére, hogy jól megfizetett katonák – nem dolgoznak a mezőgazdaságban, kézművesiparban, vagy a kereskedelemben, így ők tulajdonképpen naplopók, nem jobbak közönséges rablóknál.
A híres tudós nagy hatással volt Óisira, aki akkor még csak tizenévesként tanulta a harcászat különféle módszereit. Az 1600-as években a szamurájok többsége lusta és gyenge lett, hiszen éppen boldog békeidők honoltak Japánban. Ellenben Óisi folytatta a mindennapos testedzést, és soha nem feledte el, hogy az a szamuráj, aki kibújik kötelezettségei alól, csupán parazitának tekinthető a társadalomban.
Óisi huszonöt évesen házasodott meg, később felesége három gyermekkel ajándékozta meg. Az évek során Óisi egyre feljebb lépett a ranglétrán, végül Aszano urának legfőbb vazallus szamurája lett.
Egyes források szerint Óisi a vár főkamarása is volt, aki felügyelte a birtokon előforduló mindennapi teendők elvégzését, illetve a szamurájok megfelelő munkavégzéséről is gondoskodott. A kamarás meglehetősen fontos embernek számított a korban, mivel a daimjó távollétében ő volt a birtok tényleges irányítója. Óisit rendkívül fiatalon érte a megtiszteltetés, mely szerint kamarás hivatalt kapott, ezért úgy tartották, hogy a daimjó teljes bizalmát élvezi.

## A negyvenhét rónin vezetőjeként

### Előzmények
A negyvenhét rónin története 1701 tavaszán kezdődik, amikor Óisi már a negyvenes évei elején járt. Tokugava Cunajosi sógun azzal bízta meg hűbéresét, Aszano Naganorit, valamint egy másik nemest, Date nagyurat, hogy ünnepélyes keretek között fogadják a Kiotói császári udvar küldöttségét. A ceremóniát a sógun palotájában, Edóban (ma: Tokió) szerették volna lebonyolítani, így Aszanónak el kellett hagynia birtokát. A nagyúr távollétében Óisi feladata volt a vár népének védelme és a rend fenntartása.
Aszano és Date igazi harcosok voltak, ebből adódóan nem voltak jártasak a hivatalos ünnepségek szervezésében. A sógun felkérte Kira Josinakát (japánul:吉良 義央, Hepburn-átírással: Kira Yoshinaka, 1641. október 5. – 1703. január 30.), az udvari ceremóniamestert, hogy tanítsa meg a nagyuraknak az etikett szabályait. Mesterük tudta nélkül, Date hűbéresei egy tekercs selymet, illetve egy marék aranyat adtak Kirának, míg Aszano emberei egyes források szerint nem adtak semmilyen ajándékot. Óisi tudta volna, mit kell tenni, de sajnálatos módon ő Akó várában maradt, a többi szamuráj pedig nem volt elég vakmerő ahhoz, hogy aranyat adjanak Kirának mesterük tudta nélkül.

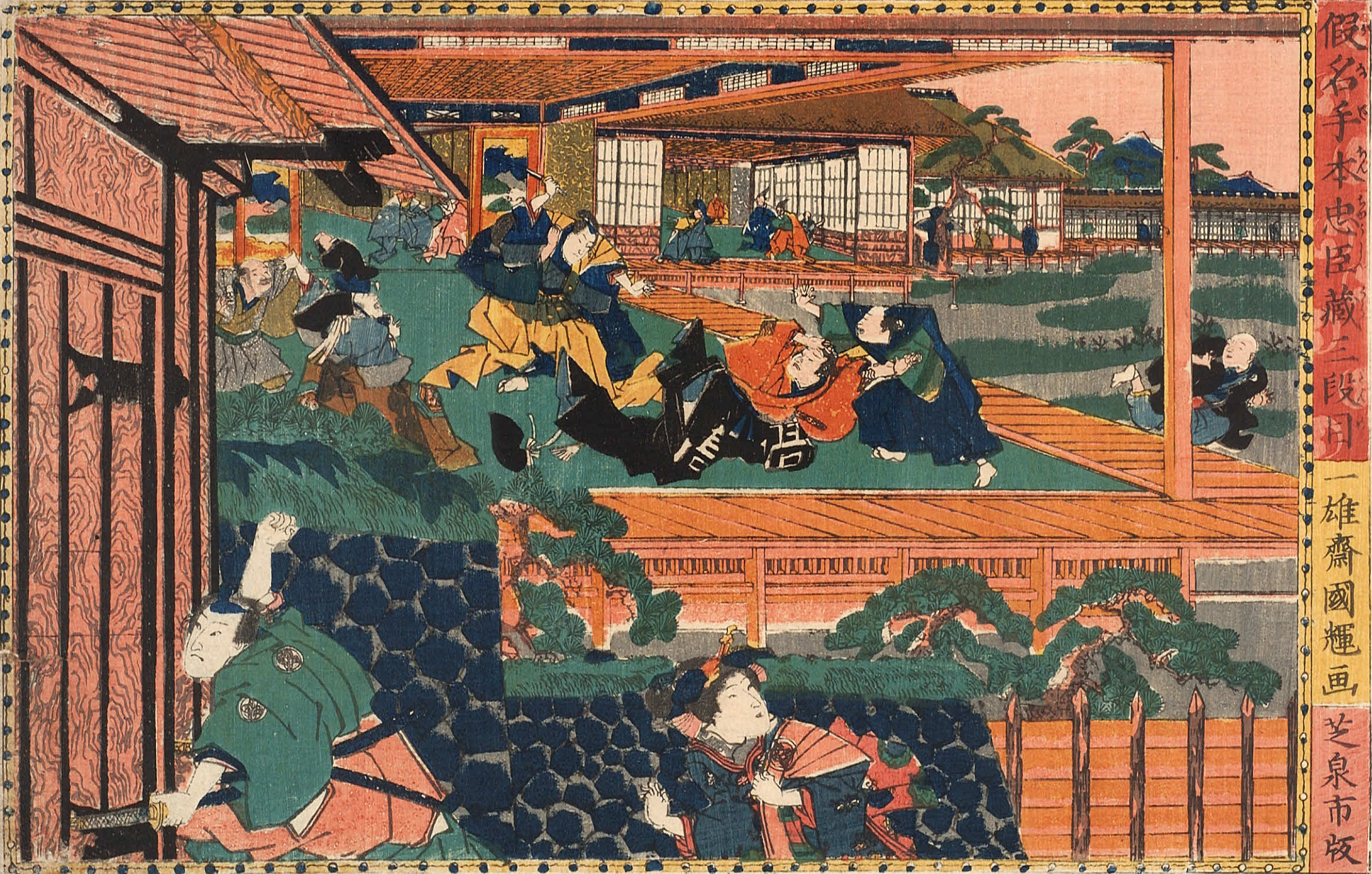
Ukijo-e kép, amely Asano Naganorit ábrázolja, miközben kardot emel Kira Josinakára az edói kastélyban.

Kira valószínűleg kevesellte a felkészítésért kapott szokásos ajándékot, és megsértődhetett, amiért Aszano emberei nem ajánlottak fel számára semmit, ezért folyamatosan inzultálta őt vagy helytelen etikett módszert tanított neki. Aszano két napig türtőztette magát, míg végül a ceremónia harmadik – és egyben utolsó – napján nem bírta tovább elnyomni haragját, mert Kira sértő megjegyzést tett Aszano feleségével kapcsolatban. Válaszként Aszano előrántotta kardját és rátámadt Kira mesterre megsebesítve a homlokát még mielőtt az őrök közbeléphettek volna.
Hatalmas bűnnek számított kardot rántani a sóguni rezidencián, ráadásul az ünnepséget is le kellett zárni az események hatására, így a sógun különösen bosszús volt. Aszanót fővesztés általi halálra ítélték, azonban a sógun felajánlotta neki a szeppuku lehetőségét, mellyel megtarthatta méltóságát, illetve családjának becsületét. A sógunátus elkobozta Aszano akói birtokát, amit családja nagy tragédiaként élt meg. Ítéletével a sógun róninná fokozta le Aszano legkiválóbb szamurájait, így tulajdonképpen földönfutókká váltak. Kira mester ellenben büntetlen maradt.

### A bosszú megtervezése
Amikor a szörnyű hírek elérték Akó várát, Óisi gyűlést szervezett a térség mind a háromszáz harcosának. Mindannyian beleegyeztek, hogy fellebbeznek a sógunátus döntése ellen és megpróbálják a birtokot Aszano öccsének kezébe juttatni. Óisi azt javasolta, hogy ha a fellebbezéssel elbuknak, a róninoknak halálukig kell harcolniuk a kastélyban, amikor megérkeznek a sógunátus emberei, hogy átvegyék a hatalmat a birtok felett.
Óisi később szervezett egy újabb találkozót a róninoknak, hogy ez alkalommal egytől egyig ígéretet tegyenek: ha kell, harcolnak utolsó levegővételükig. Ahogyan Óisi sejtette, több mint kétszáz rónin hirtelen elhagyta a várost vagy beteg lett. Csupán hatvankét harcos jelent meg a második gyűlésen, azonban Óisi tudta, bennük maradéktalanul megbízhat. Elárulta nekik, hogy ha a birtok átadása Aszano öccsének nem sikerül, nem a kastélyban kell harcolniuk. Helyette bosszút állnak Aszano halála miatt és megölik Kirát.
A bosszú tervének titokban kellett maradnia. A törvény szerint a szamurájoknak kötelessége tudatni a rendőrséggel a viszályokat, mielőtt bármilyen akciót végrehajtanának. Ugyanakkor a meglepetés ereje nélkül a bosszúállás katonailag kivitelezhetetlen lett volna. Hiába terveztek titokban lecsapni, Óisi és az emberei semmit sem tudtak tenni, amíg Kira nagyúr a sógun palotájában lakott, így türelmesen vártak a megfelelő alkalomra, hogy lecsaphassanak.
Időközben a róninok kiürítették és kitakarították a kastélyt, majd békés úton átadták a sógun küldöttségének. Ezen kívül elvettek Aszano nagyúr arany és ezüst készletéből, hogy kifizethessék a sírkövét, de valójában a bosszú finanszírozására használták fel a pénzt. Végül a harcosok külön utakon indultak el, különböző városokba költöztek és más mesterségeket kezdtek űzni.
Aszano úr fiatal felesége visszatért szülei otthonába, azonban kislányát nem vitte magával. Óisi megkért egy közeli nagyurat, hogy ideiglenesen, illetve a legnagyobb titokban fogadja be a lányt. Csak így tudta megakadályozni, hogy Kira emberei elrabolják a kislányt és túszként tartsák fogva, ezzel biztosítva uruk biztonságát.
Családjával együtt Óisi egy kisvárosba költözött, néhány kilométerre Kiotótól. Jól éltek, de sajnos kevés magánéletük volt. Kira nagyúr kémei mindenütt jelen voltak: a szakács, a munkások, és még a pap is jelentette Óisi és családja minden mozdulatát.
Az Aszanóval történt incidens után kitudódott Kira nagyúr korruptsága, így 1701 őszén a sógun miniszterei megkérték, hogy vonuljon vissza a kormány szolgálatából. Kira kiköltözött a sóguni palotából, azonban feleségének befolyásos családja (Ueszugi család) több mint száz testőrt helyezett szolgálatába, hogy biztonságban legyen új otthonában. Amikor Kira elhagyta a palotát, számos rónin azonnal meg akarta támadni, ezért Óisinak Edóba kellett utaznia, hogy lenyugtassa őket, és megakadályozza a katasztrófát. Emlékeztette embereit az elsődleges célra: Aszano öccsének a kezébe kell juttatni a birtokot. Meg kell várniuk a sógun döntését a területtel kapcsolatban, hiszen addig felesleges lenne erőszakot alkalmazni.

### Az ellenség megtévesztése

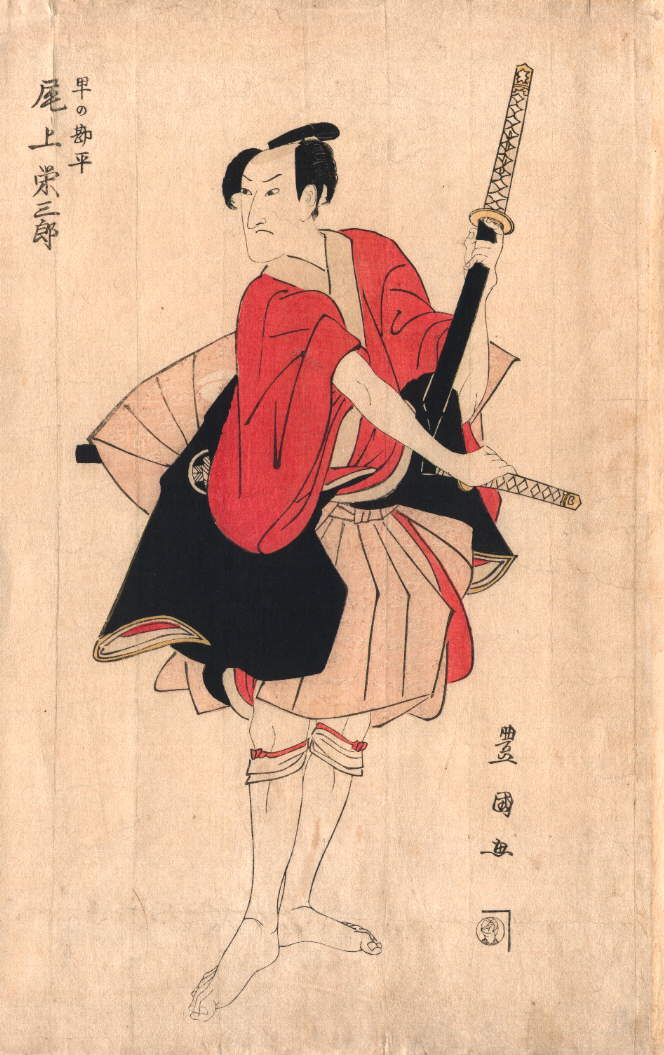
Kanpei, a rónin Utagava Tojokuni fametszetén

Amikor Óisi visszatért Edóból, elvált szeretett feleségétől, mert nem akarta, hogy a nőnek köze legyen az illegális bosszúgyilkossághoz. Ezután felesége elköltözött a szülei otthonába, és magával vitte két legkisebb gyermeküket is. Legidősebb fiukat, Csikarát, magával vitte Óisi. Még csak tizenhat éves volt, de egyike annak a hatvankét róninnak, akik esküt tettek, hogy halálukig harcolnak Aszano halálának megbosszulásáért. Csikara nem csak jó tanuló volt, de fiatal kora ellenére rendkívül jártas volt a harcművészetekben is.
Miután feleségét elhagyta, Óisi látványos tervet eszelt ki, hogy rábírja az Ueszugi családot Kira nagyúr testőrségének csökkentésére. Egy teljes évig alkoholizmust színlelt, hogy kirúgassa a harcosokat Kira testőrségéből. Egyik szaké házból ment a másikba fizetve az újabb köröket a testőrségnek. Nyilvános verekedéseket kezdeményezett, és néha még az utcára is kidobatta magát az italozókból. Óisi szintén rengeteg pénzt költött kurtizánokra. A legenda szerint kedvenc hölgye egy feltűnően szép Okaru nevű gésa volt, aki átlátott Óisi részeges cselszövésén és beleszeretett a harcosba. Óisi azonban nem elégedett meg egy nővel, olykor parasztlányokkal is hált, akiket az édesapjuk prostitúcióra kényszerített.

#### Betekintés a korszakba
Tokugava Cunajosi sógun 1680-tól 1709-ig volt hatalmon. Ebben az időszakban bűncselekménynek számított bármilyen állat meggyilkolása, így a rovarirtás is. A kártevők miatt teljesen tönkrement a termés, ezért számos gazda lánya dolgozott bordélyházakban, mert nem tudták más módon pénzhez juttatni a családot.

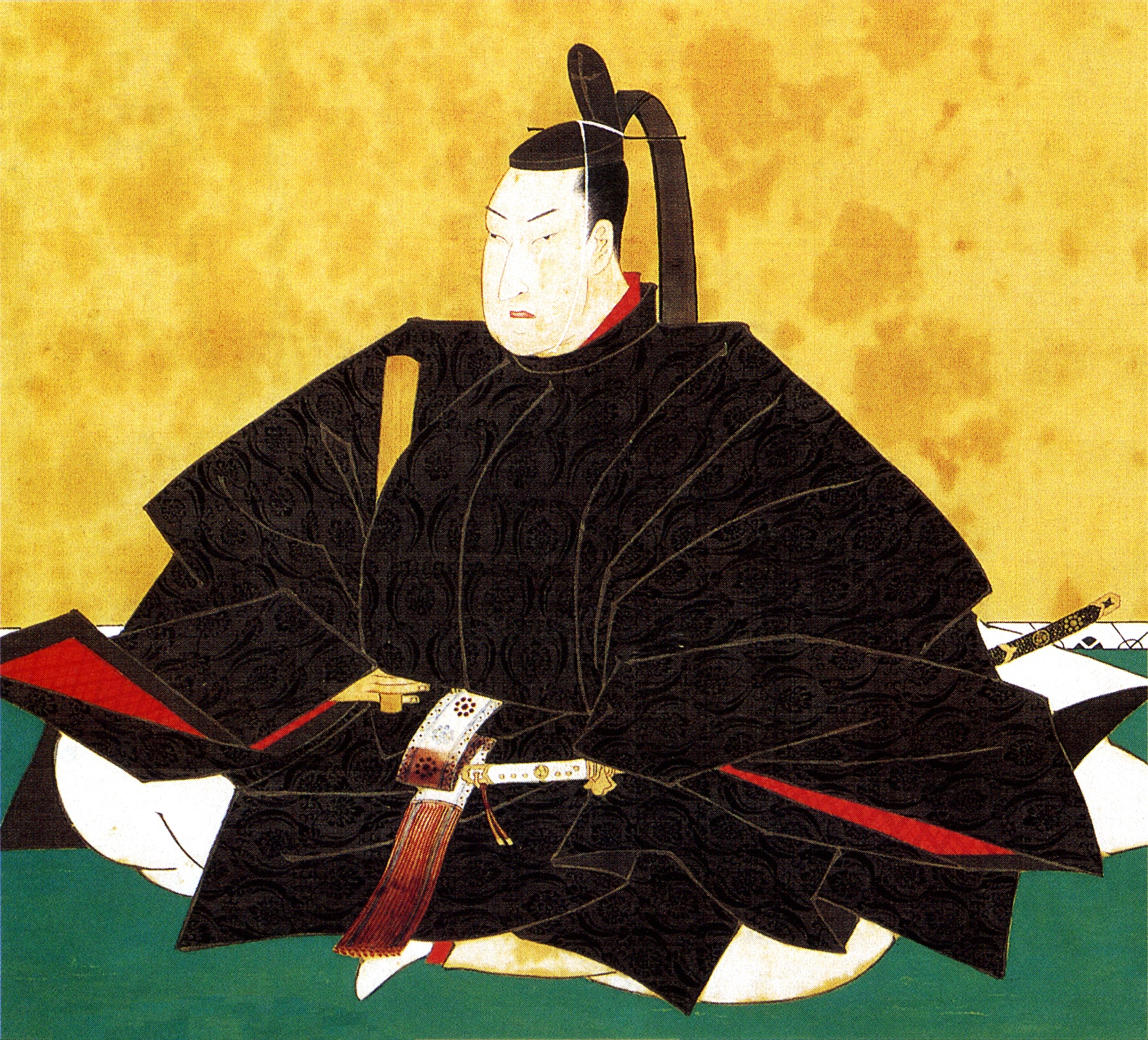
Tokugava Cunajosi sógun

Tokugava sógun talán nem véletlenül, „Kutya sógun” becenéven ismert a történelemben. Élőlények iránti szeretete több okból is adódhatott. Egyes források szerint Cunajosi a kutya évében született, és ezért gondolta úgy, hogy számos intézkedést kellene végrehajtania kutyákkal kapcsolatban. Más elméletek szerint akkor kezdődött Tokugava sógun kutyaimádata, amikor négyéves kisfia meghalt. Ekkor egy buddhista pap meggyőzte Cunajosit, hogy fia halála egy büntetés, amiért előző életében meggyilkolt néhány élőlényt. Eredményképpen a sógun 1687-ben kiadta a Társas Teremtmények Iránti Együttérzés törvényét. Ironikus módon a törvény nem tért ki semmilyen emberi lénnyel kapcsolatos együttérzésre.
A buzgó hivatalnokok letartóztattak vadászokat vadászatért, halászokat halászatért, illetve parasztok ezreit küldték börtönbe. Kissé vonakodva ugyan, de végül az egész nemzet vegetáriánus étrendet követett. A fővárosban Cunajosi hatalmas luxus kenneleket építtetett, amelyekben kóbor kutyák százai fértek el. Azonban vidéken továbbra is jelen voltak a kutyák és más kártevők is, melyeket tilos volt bántani akkor is, ha tönkretették a termést. Számos aratás volt sikertelen, ezért az apák eladták legszebb lányaikat prostituáltnak, hogy legyen pénzük ételre a családnak.

### A bosszú végrehajtása
Míg a nép szenvedett, Óisi folytatta kicsapongó életvitelét a kiotói gésanegyedben, Gionban. Több embere végleg elvesztette hitét benne, amikor még a kardját is hagyta berozsdásodni. Mások pedig továbbra is támogatták, például egyik társa, Kanpei még a feleségét is hajlandó volt eladni egy bordélynak, hogy a tervhez szükséges pénzt előteremtse. Kira kémei mégis mindvégig részletes jelentést készítettek Óisi minden lépéséről. Végül 1702 nyarán az Ueszugi család úgy döntött, hogy csökkentik kiadásaikat a kémek elbocsájtásával, illetve a testőrség létszámának redukálásával, így mindössze hatvan őr vigyázott Kirára.
1702. július 18-án a sógun elutasította Óisi petícióját az akói birtok átruházásával kapcsolatban, és Hirosimába örök száműzetésre ítélte Aszano öccsét. A kormány továbbá törölte az Aszano család nevét a nemesi családok hivatalos listájáról is. A törvényes úton való bosszúállás tehát megbukott, így eljött az ideje, hogy lecsapjanak. Óisi még egy rövid ideig megjátszotta az alkoholizmust, de titokban értesítette embereit, hogy készüljenek fel, mert novemberben megkezdi utazását Edóba. Ezután elköszönt a gyönyörű gésától, Okarutól, és kereskedőnek adta ki magát miközben páncélokat csempészett a fővárosba. Közölte a róninokkal: aki szeretne, szabadon távozhat és visszaléphet a tervtől. Összesen hét ember élt a lehetőséggel, akiknek idősek voltak a szüleik, vagy gyermekeik voltak nagyon kicsik. Következésképp ötvenöt rónin érkezett Edóba, bár kisebb csoportokban „szivárogtak” be, nehogy feltűnést keltsenek. Egy hónap alatt Óisi és emberei kiismerték Kira napirendjét, valamint összeállították tervüket a támadásról. Gondosan tanulmányozták Kira házának alaprajzát is, melyhez az egyik rónin jutott hozzá azáltal, hogy feleségül vette a rajzot készítő építész lányát.
Noha az idő múlásával újabb nyolc harcos lépett vissza a vérbosszútól, 1703 januárjában negyvenhét rónin gyűlt össze egy étteremben kereskedőknek álcázva magukat. Életkoruk jócskán eltért egymástól, ennek ellenére a tizenhét évestől a nyolcvan évesig mindenki megszúrta az ujját, és vérrel esküdött fel a bosszúra. Néhány nappal később tudomást szereztek arról, hogy Kira január harmincadikán késő délutáni tea ünnepséget tart, vagyis biztosan otthon tölti az éjszakát.

### A támadás

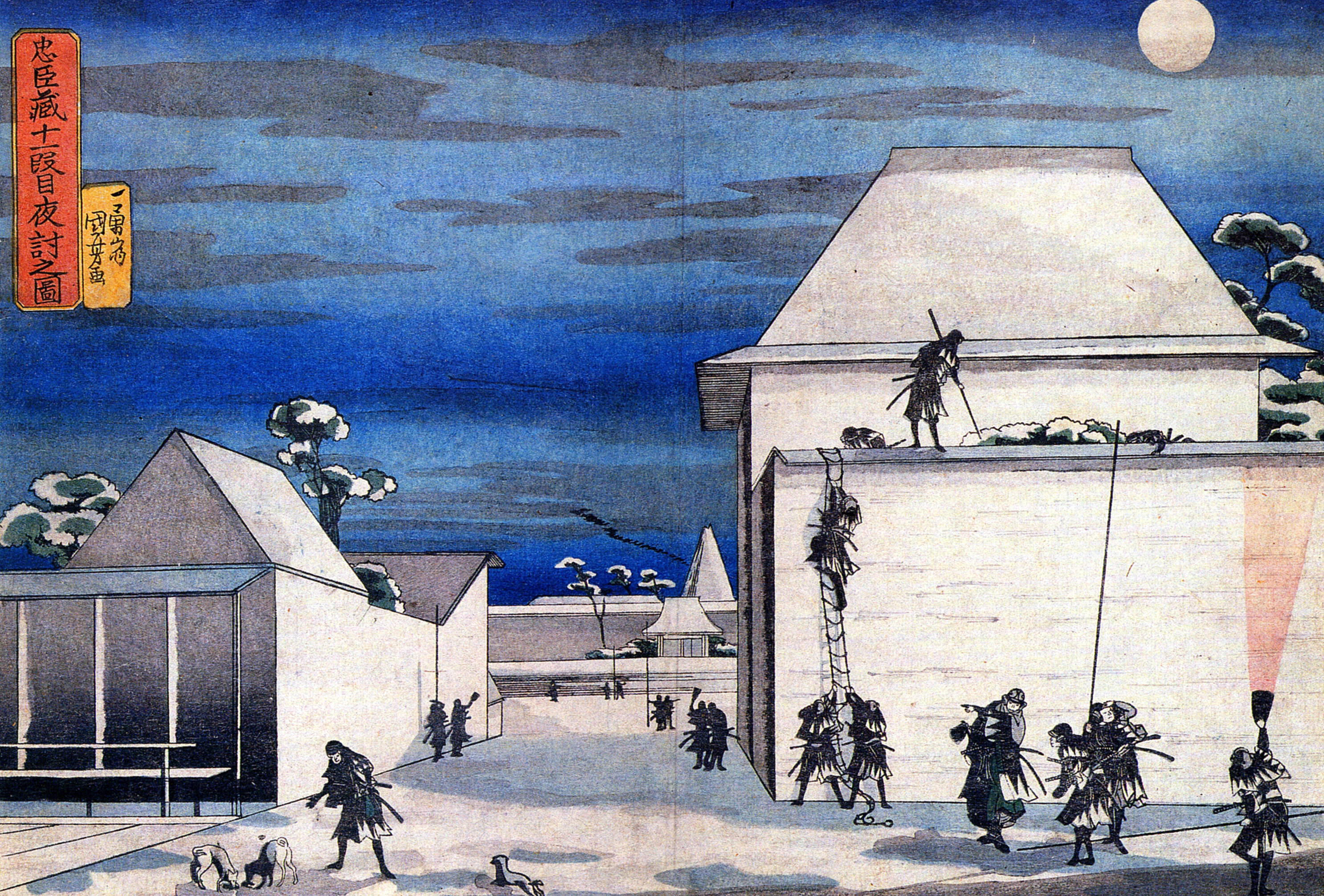
A róninok támadása Utagava Kunijosi fametszetén

Amikor elérkezett a várva-várt este, havazni kezdett Edóban, és a róninok magukra öltötték harci ruhájukat. Páncélzatuk felett fekete selymet és arany szövetet viseltek, mely a helyi tűzoltóság ruházatára hasonlított, így sikerült elvegyülniük az utcán, észrevétlenek maradhattak. Egy-két nappal a támadás előtt az egyik szamuráj, aki a nyolcvanas éveiben járt hirtelen beteg lett, tehát valójában csak negyvenhat rónin hajtotta végre a bosszút. A vérrel tett esküt azonban negyvenheten írták alá, ezért a történelemben negyvenhét róninként maradt fenn a legenda.
Kötél létra segítségével számos harcos mászott át az elülső falon, és még többnek sikerült átjutni a hátsó falakon. Legyőzték a közelben levő őröket, és kinyitották Kira villájához vezető kapukat. Az egyik fiatal róninnak sikerült besurrannia Kira házába még azelőtt, hogy az őrség fennmaradt tagjai értesültek volna a támadásról. További kilenc, idősebb harcos pedig őrt állt kint megakadályozva, hogy Kira emberei közül bárki kijuthasson segítséget kérni. Még egy táblát is elhelyeztek az utcán:
„Mi, az Aszanót szolgáló róninok, ezen az éjszakán behatolunk Kira otthonába, hogy bosszút álljunk mesterünkért. Biztosítjuk, hogy nem vagyunk sem rablók, sem banditák, vagyis nem fognak sérülni a szomszédos területek."

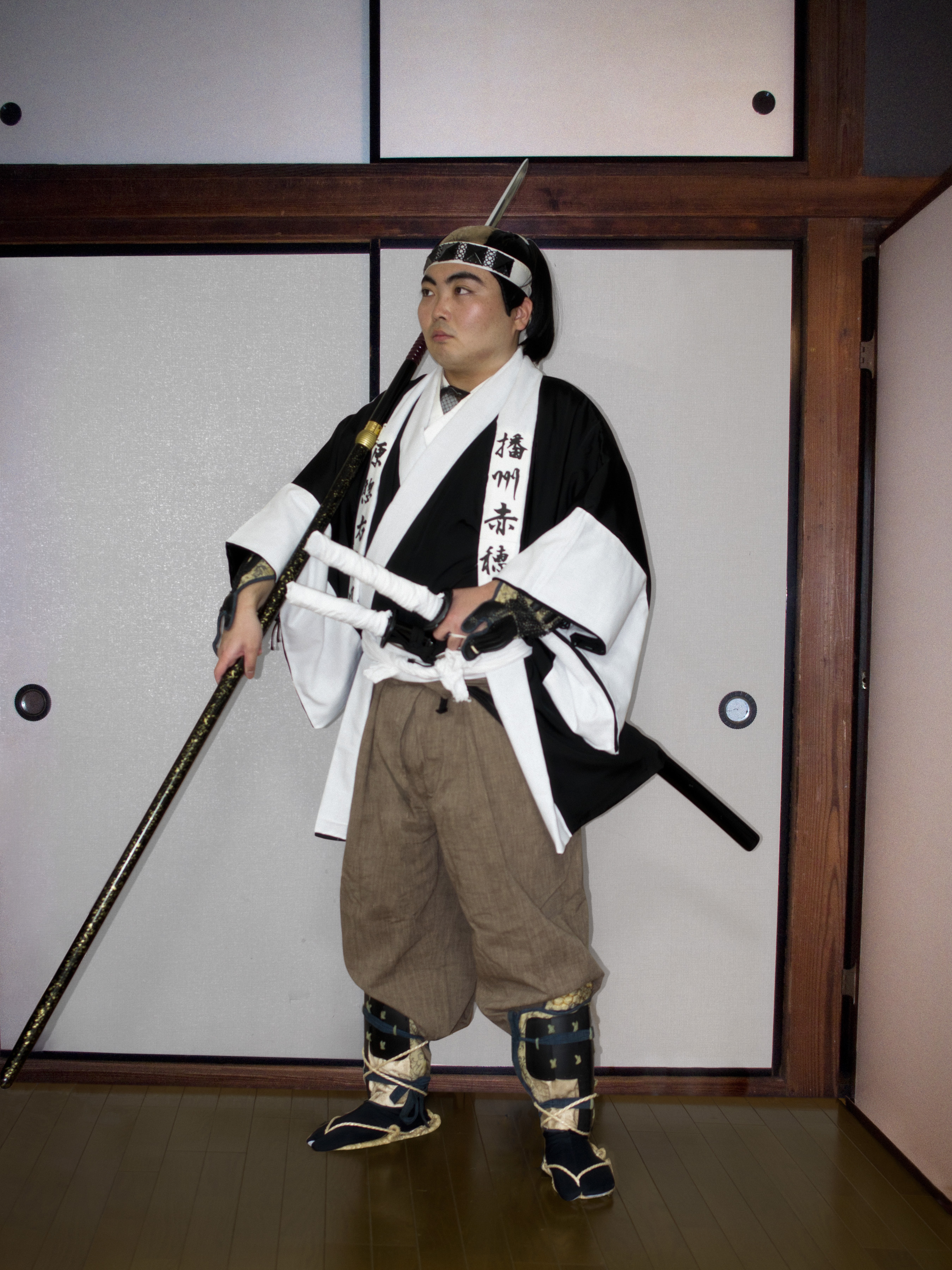
Modern reprodukciója a szamurájok harci viseletének.

A tábla működött. Az embereket nem érdekelte Kira épsége, és nem tettek semmit, hogy segítsenek neki. A házban nők és gyermekek riadtak fel, amint Óisi és emberei berontottak Kira hálószobájába. Kira ágya még meleg volt, vagyis a közelben lehetett. Kétségbeesetten jártak szobáról szobára, kinyitva minden ajtót és fülkét. Félő volt, hogy ha nem találják meg időben Kirát, az Ueszugi család emberei megérkeznek és a bosszú terve elbukik. Kira néhány embere megfutamodott, ugyanakkor egy bátor őr harcba lépett Óisi fiával, Csikarával a kertben. Csikara kiválóan küzdött, megsebesítette ellenfelét a lábán. Nem szerette volna megölni, ezért megfosztotta kardjától és visszasietett a házba, hogy folytassa Kira keresését.
Végül több harcos a konyha bejáratához futott, ahol az egyikük beleszúrta a kardját egy faszén tárolására használt ládába. Ekkor fájdalomtól elfojtott kiáltást hallottak, majd Kira úr mászott elő, kezében tőrt szorongatva. A rónin azonnal felismerte őt, a homlokán levő sebhelyről, melyet Aszano ejtett a kardjával két éve. Kira erősen vérzett, mivel a combjánál sérült meg. A rónin végül egyetlen lándzsadöféssel kioltotta az életét beteljesítve a bosszút.

### A bosszú utáni események
Bizonyos források eltérnek azzal kapcsolatban, hogy pontosan ki vágta le az udvari ceremóniamester fejét. Néhányan úgy vélik, Óisi maga tette meg, azonban ezt nem vehetjük biztosra. A rajtaütés után a róninok összegyűltek egy névsorolvasásra, melyből megállapították, hogy hat ember szerzett kisebb sérüléseket, ellenben egyetlen harcos sem halt meg.
A szamurájok becsomagolták Kira fejét saját kimonójába, majd 1703. január 31-én pirkadatkor öt mérföldes sétát tettek a Szengaku-dzsi nevű buddhista templomig, ahol mesterüket eltemették. A szentélyben alaposan megmosták ellenségük levágott fejét egy kútban, azután térdelve imádkoztak, miközben Aszano síremlékéhez helyezték Kira fejét a tőrrel együtt, melyet Aszano az öngyilkossághoz használt.
Óisi a következő üzenetet hagyta mestere sírjánál: „Nem lettünk volna méltóak arra, hogy megjelenjünk előtted a paradicsomban, amíg nem végezzük el a bosszút, melyet elkezdtél. Minden egyes nap, melyet várakozással töltöttünk olyan volt számunkra, mintha három ősz telt volna el… Kérlek, fogadd eme tőrt és csapj le vele másodszor is ellenséged fejére, hogy elűzhesd gyűlöleted mindörökre.”
Ezt követően Óisi hírnököt küldött a rendőrségre, hogy jelentse a vérbosszút. Eredményképp a róninokat letartóztatták, és négyfős csoportokra bontva helyezték el őket egy-egy daimjó birtokára, amíg a sógun döntésre jutott velük kapcsolatban. Szinte minden japán ember egyet értett a megtorlással, így nem meglepő, hogy a daimjók is kifejezték becsületüket a harcosok tetteiért. Óisi embereit hordágyakon szállították a nagybirtokosok házába, és a kiváló szórakoztatás mellett elsőrangú ételt, illetve szakét biztosítottak számukra. Ebben a gyenge, dekadens korszakban a róninok felcsigázták honfitársaikat azzal, hogy feláldoztak mindent annak érdekében, hogy eleget tegyenek kötelességeiknek. Mivel a közvélemény túlnyomórészt a harcosoknak kedvezett, a sógun nem akart hirtelen döntést hozni az ügyben. Hat hetet töltött azzal, hogy megkérdezte az összes nagy gondolkodó és tudós véleményét. A probléma nem csak abból fakadt, hogy a bosszú illegális volt, és a rendőrség sem tudott róla. Egy olyan incidens miatt történt a megtorlás, mely felett a sógun már ítélkezett korábban, így tulajdonképpen ellenszegültek döntésének. Cunajosi sógun végül halálra ítélte a negyvenhat rónint. Azonban mesterük iránt mutatott példátlan hűségüket figyelembe véve, felajánlotta nekik is a szeppuku lehetőségét.

#### Óisi halála
1703. március 20-án az összes harcos, becsületét megőrizve rituális öngyilkosságot követett el. A szeppuku rituáléja meghatározott módon történt. A hagyomány szerint három kisebb szőnyeget fehér szövettel borítottak, melyre a szamurájok rátérdeltek. A negyvenhét rónin közül Óisi vetett véget elsőként saját életének. Letérdelt, megköszönte az isteneknek addigi életét, és a lehetőséget, hogy teljesíthette kötelességét szamurájként. Ezután beledöfte tőrét ágyékába és felrántva azt, ejtett egy vágást hasfalán. Majd hasfalának bal oldalába szúrta a tőrt és jobbra mozdítva csinált vágást. Ekkor segítője (az egyik daimjó szamurája) egy kardcsapással levágta Óisi fejét, és bemutatta egy hivatalnoknak bizonyítva, hogy sikeres volt a szeppuku. A szamuráj fejét és testét szolgálók tették koporsóba, azt követően pedig homokkal fedték vérét a földön. Aszano síremléke mellett, a Szengaku-dzsi templomnál temették el mind a negyvenhét rónint. A temető ma már az egyik legnépszerűbb turista látványosság Japánban.

## Galéria

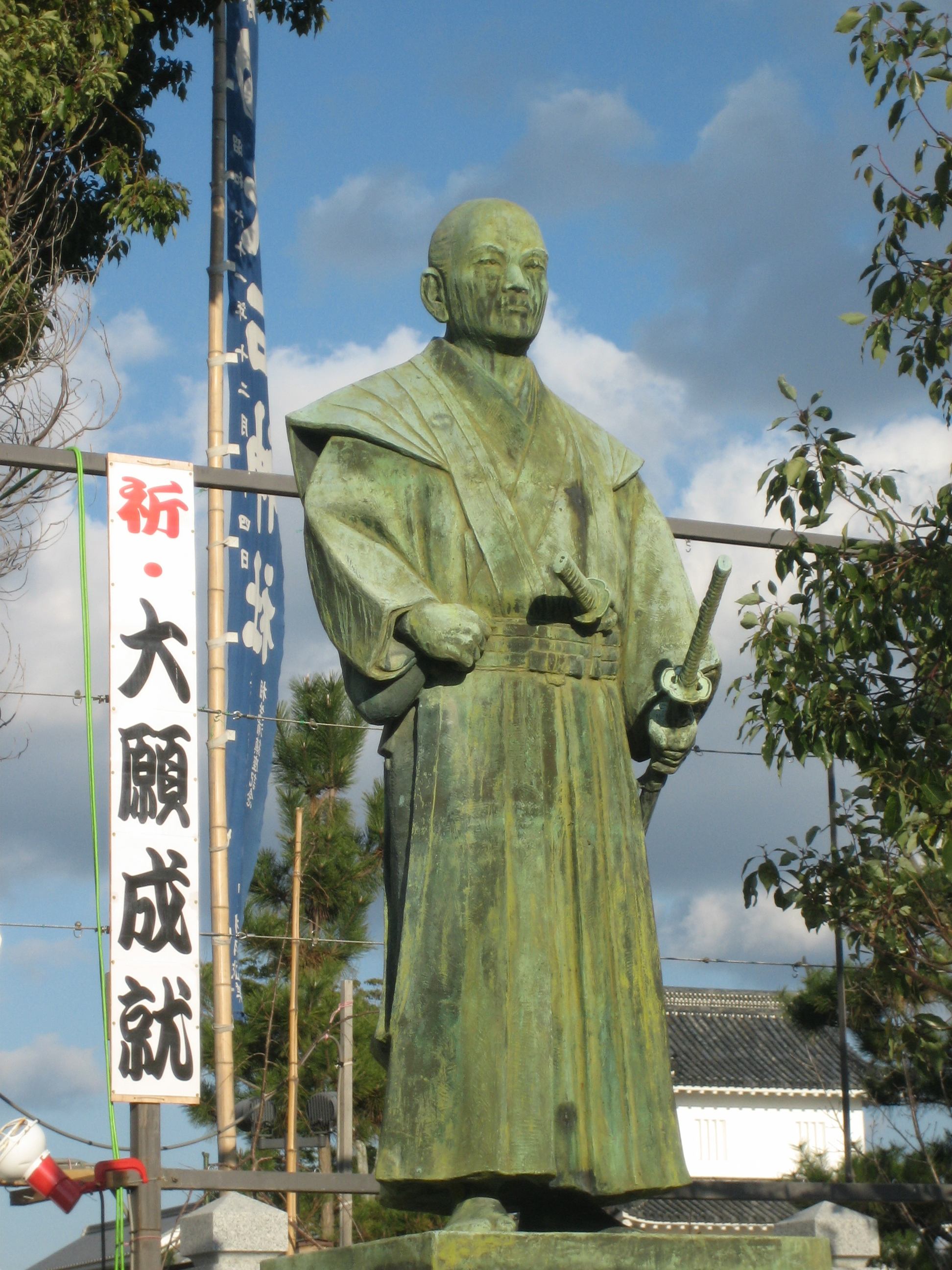
Óisi Josio szobra Ako városában
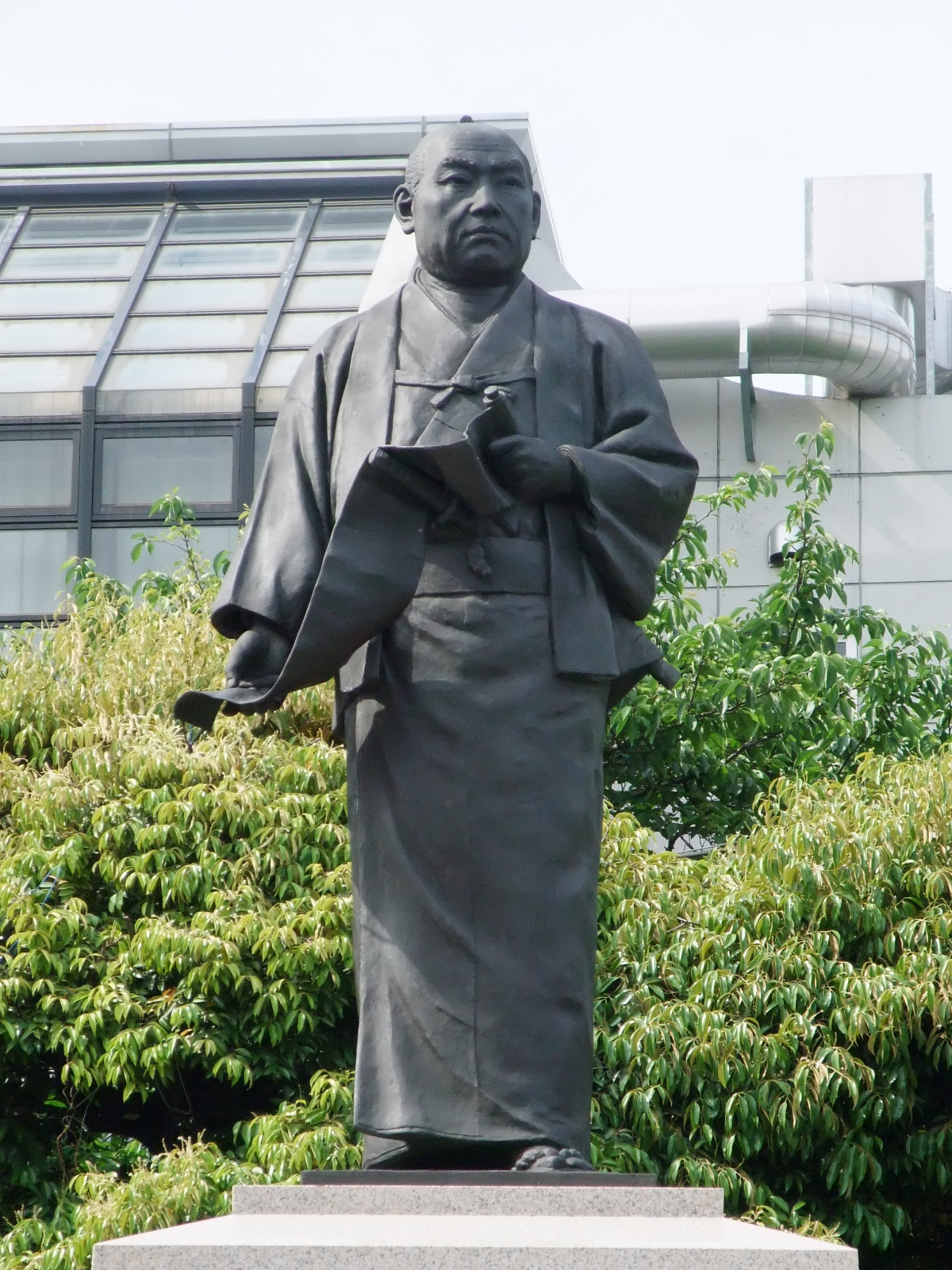
Óisi Josio szobra a Szengaku-dzsi templomban, Tokióban.
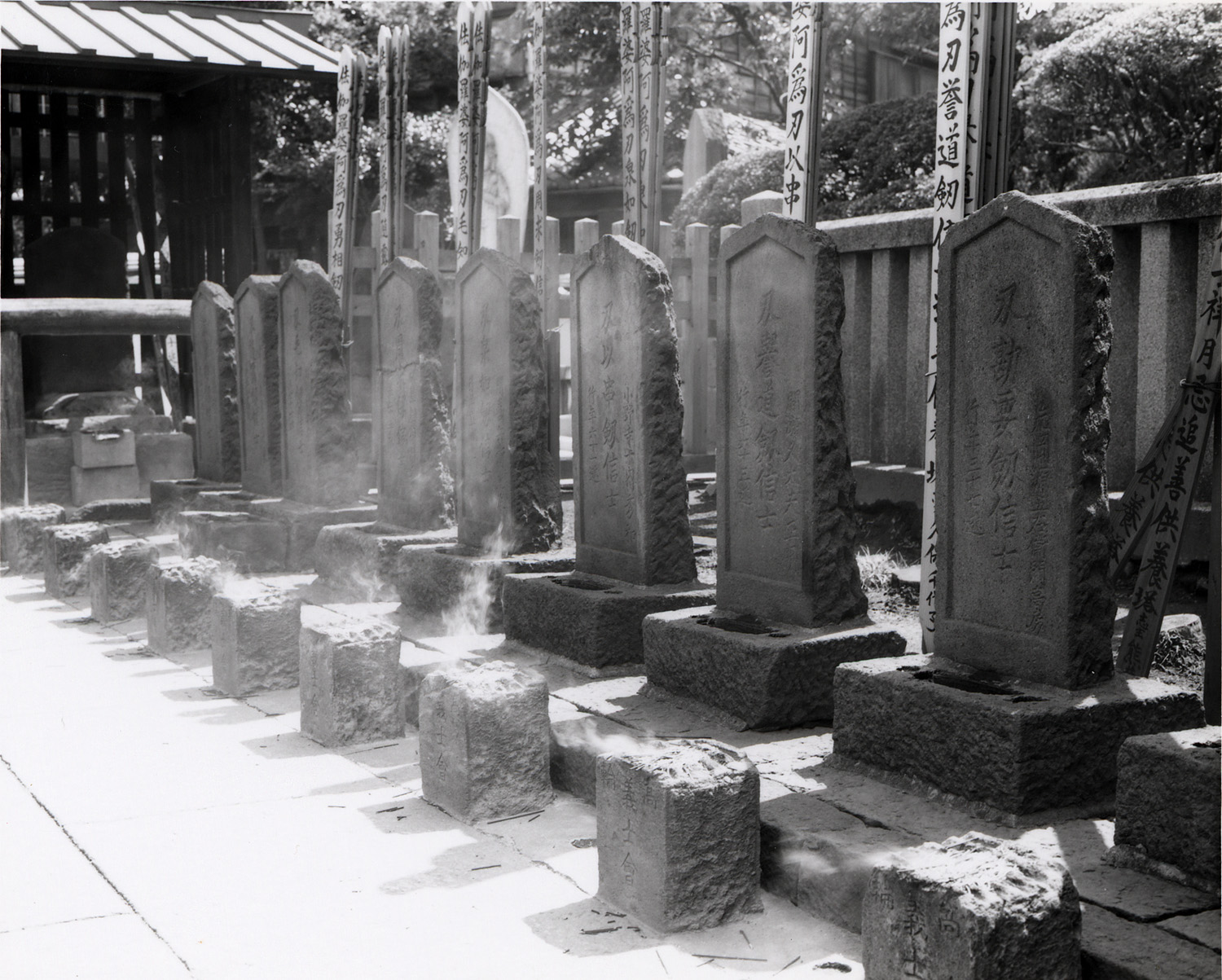
A negyvenhét rónin síremléke
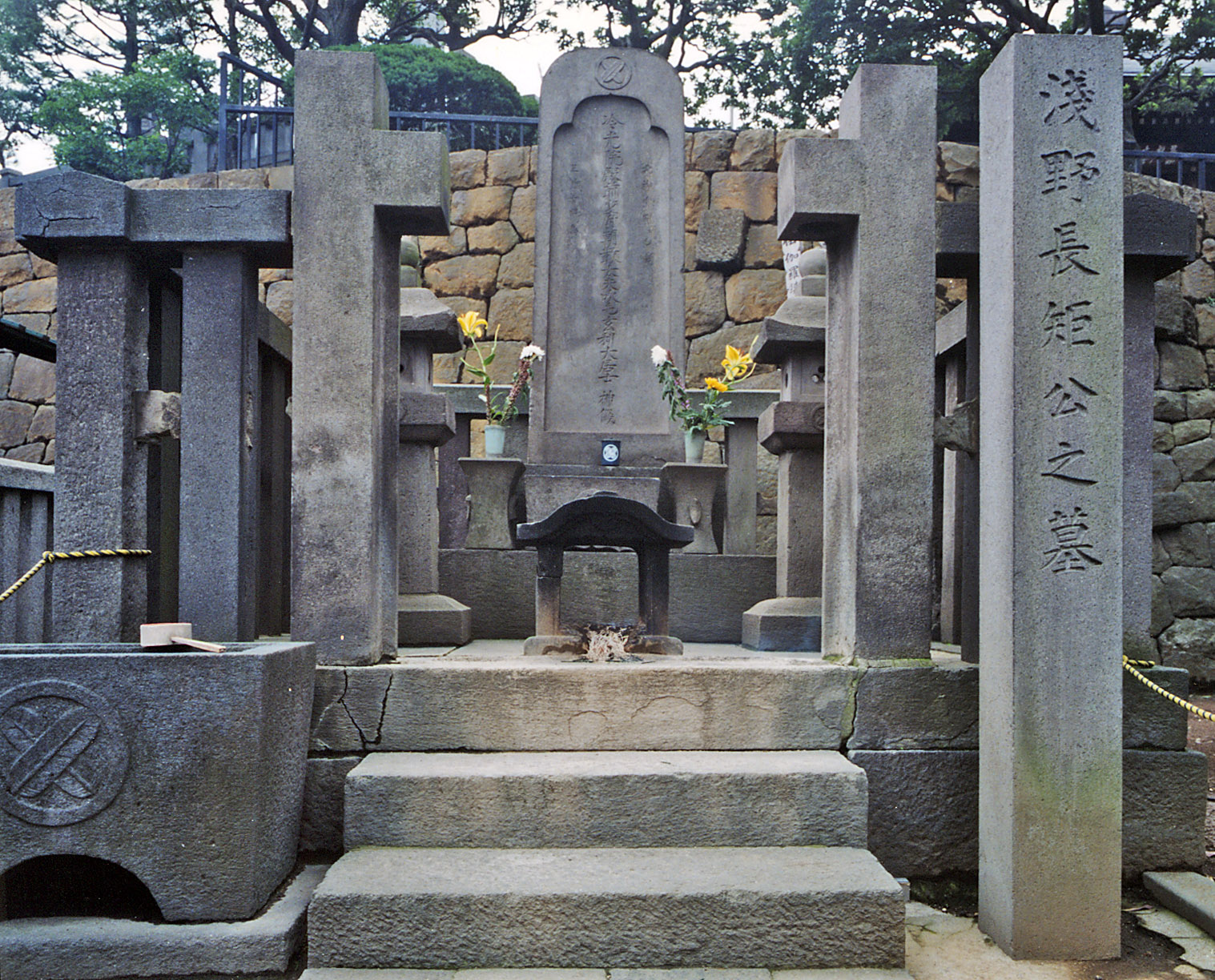
A róninok síremléke
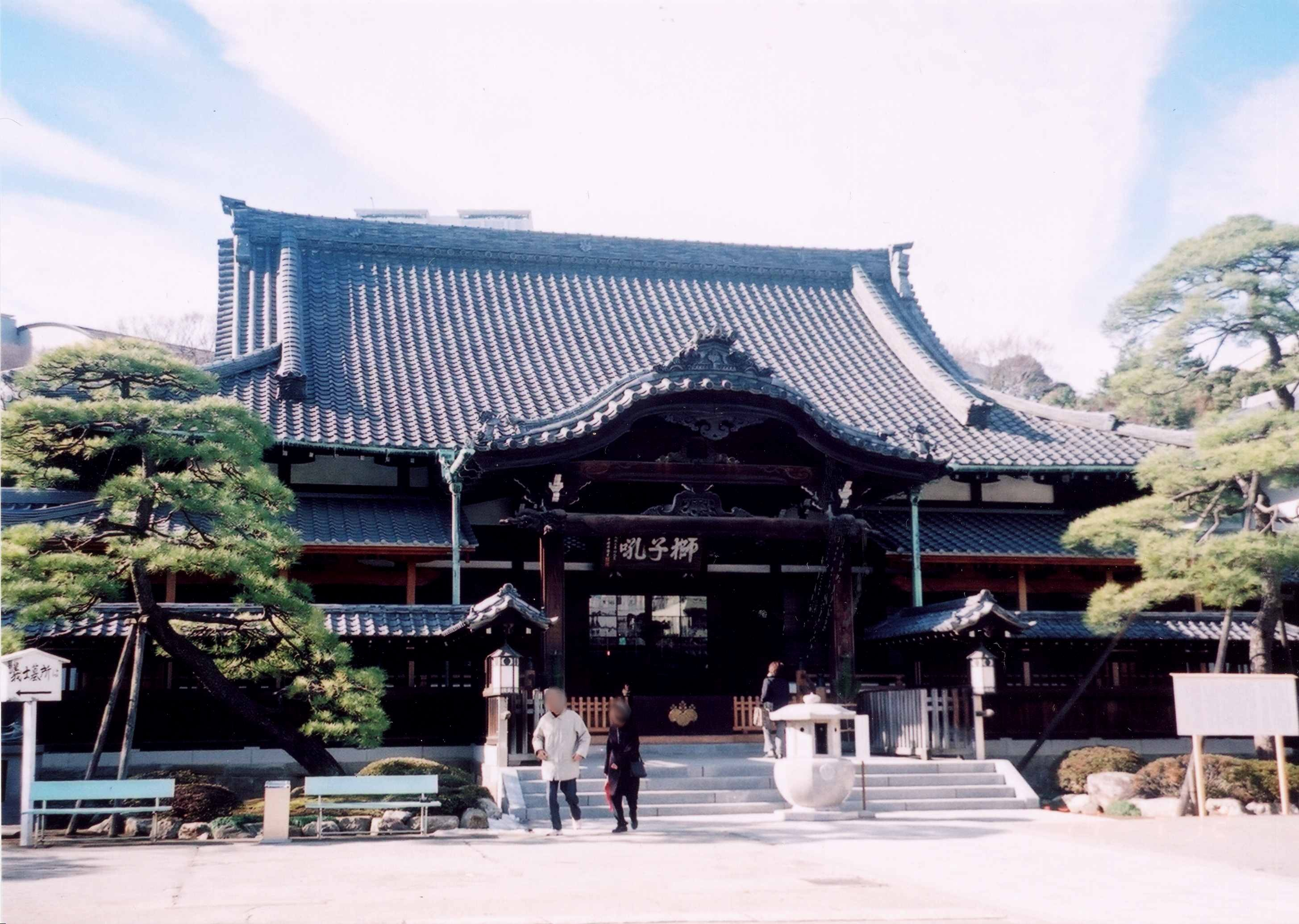
A Szengaku-dzsi buddhista templom bejárata

## Fordítás
- Ez a szócikk részben vagy egészben  a   Forty-seven rōnin című angol Wikipédia-szócikk ezen változatának fordításán alapul.  Az eredeti cikk szerkesztőit annak laptörténete sorolja fel. Ez a jelzés csupán a megfogalmazás eredetét és a szerzői jogokat jelzi, nem szolgál a cikkben szereplő információk forrásmegjelöléseként.